# Roll the Bones
Roll the Bones je čtrnácté studiové album kanadské rockové skupiny Rush. Jeho nahrávání probíhalo od února do května 1993 a album pak vyšlo v září stejného roku. Producenty alba byla skupina Rush a Rupert Hine. V USA bylo album oceněno platinovou deskou (RIAA) a v žebříčku Billboard 200 se umístilo na třetím místě.

## Seznam skladeb
Všechny texty napsal Neil Peart; hudbu složili Alex Lifeson a Geddy Lee.
| Pořadí | Název                                                    | Délka |
| ------ | -------------------------------------------------------- | ----- |
| 1.     | Dreamline                                                | 4:38  |
| 2.     | Bravado                                                  | 4:35  |
| 3.     | Roll the Bones                                           | 5:30  |
| 4.     | Face Up                                                  | 3:54  |
| 5.     | Where's My Thing? (Part IV, "Gangster of Boats" Trilogy) | 3:49  |
| 6.     | The Big Wheel                                            | 5:13  |
| 7.     | Heresy                                                   | 5:26  |
| 8.     | Ghost of a Chance                                        | 5:19  |
| 9.     | Neurotica                                                | 4:40  |
| 10.    | You Bet Your Life                                        | 5:00  |

## Obsazení
- Geddy Lee – baskytara, zpěv, syntezátory
- Alex Lifeson – elektrická kytara, akustická kytara, zpěv
- Neil Peart – bicí

- Joe Berndt – digitální efekty
- Ben Darlow – zvukový inženýr, asistent při mixování
- Rupert Hine – Producent, klávesy, zpěv
- Bob Ludwig – mastering
- Adam Ayan – remastering
- Andrew MacNaughtan – fotografie
- Simon Pressey – asistent zvukového inženýra
- Everett Ravestein – pre-produkce
- John Scarpati – fotografie
- Paul Seeley – asistent zvukového inženýra
- Hugh Syme – dozor, design
- Steven Boehm – zvukový inženýr